# Cain (группа)
Cain — итальянская блэк/трэш-метал-группа, основанная и базирующаяся в Риме. В 2007 году их первый студийный альбом Triumvira был выпущен на лейбле Vampyria Records. Он был хорошо принят критиками; Итальянский веб-журнал TrueMetal.it присвоил ему 79 баллов из 100. Однако после выпуска альбома группа взяла длительный перерыв и якобы в этот период искала новый лейбл.
1 декабря 2014 года Алессандро Нунциати (вокалист группы) объявил на своей официальной странице в Facebook, что Cain вернется к активной деятельности после 7-летнего перерыва, а 4 декабря он заявил, что Франческо Буччи, известный как басист симфо-блэк-метал группы Stormlord присоединится к Cain.

## Дискография
- 2005: Dioscuri Aurea Sæcula (демо)
- 2007: Triumvira

## Участники группы

### Текущие
- Lord Alexander (Алессандро Нунциати) — гитара, вокал (2005—н.в.)
- Aeternus
- Seth 666
- Francesco Bucci

### Бывшие
- Nighthorn (Сильвано Леоне) — бас-гитара (2005—2014)
- S.K. — барабаны (2005—2014)